# Pčëvža
La Pčëvža (in russo  Пчёвжа?) è un fiume della Russia europea, affluente di destra del Volchov che scorre nei rajon Čudovskij e Ljubytinskij dell'oblast' di Novgorod e nel Kirišskij rajon dell'oblast' di Leningrado.
Il fiume ha origine nelle fitte foreste nel nord-est della regione di Novgorod, due chilometri a ovest del villaggio di Usad'e, nel distretto Ljubytinskij. Nel corso superiore il fiume è molto tortuoso e stretto, la larghezza non supera i 5-8 metri, la corrente è veloce. Scorre dapprima verso nord e poi prevalentemente in direzione ovest/nord-ovest. Dopo la confluenza del Raplja, tributario di sinistra, il fiume diventa più pieno, la corrente si calma. Ha una lunghezza di 157 km, il suo bacino è di 1 970 km², sfocia nel Volchov a 102 km dalla foce, 15 km a monte di Kiriši nel distretto Čudovskij.
Lungo il suo corso si trova l'insediamento di tipo urbano di Budogošč' e parecchi piccoli villaggi. Di fronte a Budogošč' il corso del fiume è bloccato da una diga fatiscente dell'omonima centrale idroelettrica (Будогощской ГЭС).